# 仙洞寺山
仙洞寺山（せんどうじやま）は丹沢山地の北東部、神奈川県相模原市緑区にある標高583mの山。山を囲むように林道が通っている。

## 周辺の山
- 茨菰山（511m）
- 永峰（568.5m）